# Kiko (Vorname)
Kiko ist ein japanischer weiblicher Vorname und ein spanischer männlicher Vorname.

## Japanischer Name
Der japanische Vorname ist ein Frauenname. Da japanische Namen auch in Kanji geschrieben werden, ist die Bedeutung des Namens äußerst vielseitig und kann sich je nach Schreibweise völlig verändern. Zum Beispiel kann Ki für Baum und Ko für Kind stehen, dann bedeutet der Name „Kind des Baumes“ oder „Baumkind“.

### Bekannte Namensträgerinnen
- Prinzessin Kiko von Akishino (秋篠宮紀子親王妃), geb. Kawashima Kiko, (* 1966)
- Kiko Mizuhara (* 1990), japanische Schauspielerin, Model und Designerin

## Spanischer Name
Der spanische Name ist ein Kosename und steht kurz für Francisco oder für Federico.

### Bekannte Namensträger
- Kiko Argüello (Francisco José Gómez-Argüello Wirtz; * 1939), spanischer Maler und spiritueller Führer
- Kiko (Fußballspieler) (Francisco Miguel Narváez Machón; * 1972), spanischer Fußballspieler
- Kiko Femenía (Francisco Femenía; * 1991), spanischer Fußballspieler
- Francisco Costa (* 2005), portugiesischer Handballspieler